# 가짜협곡쥐
가짜협곡쥐 또는 코로나도스사슴쥐(Peromyscus pseudocrinitus)는 비단털쥐과에 속하는 설치류의 일종이다. 멕시코 바하칼리포르니아수르주의 일부 칼리포르니아만에 있는 작은 섬 코로나도스 섬에서만 발견된다. 포식자 야생고양이 때문에 위협을 받고 있으며, 국제 자연 보전 연맹(IUCN)이 보전 등급을 "절멸위급종"으로 분류하도 있다.

## 특징
가짜협곡쥐는 꼬리 길이 110mm를 포함하여 전체 몸길이가 약 194mm이다. 등 쪽 털은 육계색과 함께 회색빛 검은색 광택을 띠며, 하체는 희다. 꼬리는 거의 털이 없다. 윗면과 아랫면 모두 검은색을 띠는 꼬리 끝을 제외하고, 꼬리 절반 윗쪽은 거무스레한 반면에 아랫쪽은 연색을 띤다. 두개골은 협곡쥐와 유사하지만 협곡쥐보다 길고 좁다. 가짜협곡쥐는 칼리포르니아만의 열도에 사는 사슴쥐속 종 중에서 가장 진한 색을 띤다. 칼리포르니아 만의 다른 섬에 서식하는 유사한 설치류와 다른 종의 색깔은 주변 바위와 모래의 색과 비슷하다. 코로나도스 섬의 바위는 검은색을 띤다.

## 분포 및 서식지
멕시코 바하칼리포르니아반도 코로나도스 섬의 토착종이다. 코로나도스 섬은 무인도로 길기가 약 3km, 폭이 2.5km의 화산 지대이다. 섬 동쪽은 가파른 절벽이고, 남서부 구석은 긴 모래 곶으로 육지 쪽을 향해 뻗어 있다. 섬 대부분은 바위이고 식생은 건조한 관목이다. 모래 곶의 바위 사이에 굴을 파고 산다.

## 보전 상태
가짜협곡쥐는 섬에 사는 야생고양이 때문에 위협을 받고 있다. 이 때문에 개체수가 감소하고 있으며, 이 섬에 있던 다른 설치류는 현지에서 멸종된 것으로 간주된다. 1989년에는 연구자들이 섬에서 가짜협곡쥐를 발견하지 못했지만, 1994년 하룻밤에 20마리를 발견했다. 서식하는 영역이 좁고, 전체 개체수가 적기 때문에 국제 자연 보전 연맹(IUCN)이 이 종의 보전 등급을 "절멸위급종"으로 분류하고 있다.